# Kapele
Kapele – wieś w Słowenii, w gminie Brežice. W 2018 roku liczyła 228 mieszkańców.